# Peripatagus cinctus
Peripatagus cinctus is een zee-egel uit de familie Paleopneustidae.
De wetenschappelijke naam van de soort werd in 1895 gepubliceerd door René Koehler.